# والریک اسید
والریک اسید (به انگلیسی: Valeric acid) با فرمول شیمیایی C۵H۱۰O۲ یک ترکیب شیمیایی است. که جرم مولی آن ۱۰۲٫۱۳ g/mol می‌باشد. شکل ظاهری این ترکیب، مایع بی‌رنگ است.